# Viktor Postol
Viktor Postol (Kiev, 16 de enero de 1984) es un boxeador ucraniano de peso wélter.

## Carrera profesional
Su primer combate por el título más grande vino en diciembre de 2011 contra Karen Tevosyan para el CMB Internacional Plata título de peso wélter ligero vacante. Postol logró ganar por decisión unánime para reclamar el cinturón. A continuación, defendió con éxito contra Yvan Mendy y DeMarcus Corley. Después de desocupar el cinturón, Postol se reunió en el ring con el estadounidense Henry Lundy por el vacante WBC Internacional título de peso wélter ligero y ha logrado una victoria. Antes de desocupar el cinturón, Postol había logrado conservar contra Ignacio Mendoza.
En mayo de 2014, Postol derrotado boxeador turco Selcuk Aydin en eliminatoria por el título del CMB y ganó una oportunidad por el título contra el campeón obligatoria Danny García.
Viktor Postol derrotó a Lucas Matthysse por el título vacante del CMB peso wélter ligero cinturón mundial en StubHub Center en Carson, CA, el 3 de octubre de 2015.
El 23 de julio de 2016 en el MGM Grand de Las Vegas, sufre su primera derrota como profesional ante el norteamericano Terence Crawford, unificando este último los títulos mundiales de peso superligero de la WBO, WBC y de The Ring.

## Récord profesional
| 31 Ganadas (12 KOs), 3 Derrotas |        |                        |      |               |            |                                                              | |
| Res.                            | Record | Oponente               | Tipo | Rd., Tiempo   | Datos      | Localidad                                                    | Notas |
| D                               | 31–3   | Jose Carlos Ramírez    | MD   | 12            | 29-08-2020 | The Bubble, MGM Grand, Las Vegas                             | Por los títulos WBC y WBO del peso superligero                                                             |
| G                               | 31–2   | Mohamed Mimoune        | UD   | 10            | 27-04-2019 | Cosmopolitan of Las Vegas, Paradise, Nevada                  | |
| G                               | 30–2   | Siar Ozgul             | UD   | 10            | 03-11-2018 | SSE Hydro, Glasgow, Escocia                                  | |
| D                               | 29–2   | Josh Taylor            | UD   | 12            | 23-06-2018 | SSE Hydro, Glasgow, Escocia                                  | Por el título WBC Silver del peso superligero                                                              |
| G                               | 29–1   | Jamshidbek Najmiddinov | UD   | 10            | 16-09-2017 | AKKO International, Kiev, Ucrania                            | |
| D                               | 28–1   | Terence Crawford       | UD   | 12            | 23-07-2016 | MGM Grand Garden Arena, Paradise, Nevada, US                 | Pierde el título mundial de la WBC; Por los títulos WBO, The Ring vacante y Lineales del peso superligero. |
| G                               | 28–0   | Lucas Matthysse        | KO   | 10 (12), 2:53 | 03-10-2015 | StubHub Center , Carson, California , US                     | Gana el título mundial vacante de la WBC del peso superligero                                              |
| G                               | 27–0   | Jake Giuriceo          | UD   | 8             | 11-04-2015 | Barclays Center, New York City, New York, US                 | |
| G                               | 26–0   | Selçuk Aydın           | KO   | 11 (12), 2:52 | 17-05-2014 | The Forum, Inglewood, California, US                         | |
| G                               | 25–0   | Behzod Nabiev          | UD   | 10            | 26-12-2013 | Club Sport Life, Kiev, Ucrania                               | |
| G                               | 24–0   | Ignacio Mendoza        | UD   | 12            | 03-10-2013 | Club Sport Life, Kiev, Ucrania                               | Retiene el título WBC International del peso superligero                                                   |
| G                               | 23–0   | Bahrom Payozov         | UD   | 8             | 29-05-2013 | Club Sport Life, Kiev, Ucrania                               | |
| G                               | 22–0   | Hank Lundy             | UD   | 12            | 21-03-2013 | Club Sport Life, Kiev, Ucrania                               | Gana el título vacante WBC International del peso superligero                                              |
| G                               | 21–0   | Henry Aurad            | KO   | 1 (8), 2:39   | 22-12-2012 | Hollywood Park Casino, Inglewood, California, US             | |
| G                               | 20–0   | DeMarcus Corley        | UD   | 12            | 27-10-2012 | Club Sport Life, Kiev, Ucrania                               | Retiene el título WBC Silver International del peso superligero                                            |
| G                               | 19–0   | Yvan Mendy             | UD   | 12            | 27-06-2012 | Club Sport Life, Kiev, Ucrania                               | Retiene el título WBC Silver International del peso superligero                                            |
| G                               | 18–0   | Jose Lopez             | UD   | 10            | 27-04-2012 | Club Sport Life, Kiev, Ucrania                               | |
| G                               | 17–0   | Artem Ayvazidi         | RTD  | 5 (8), 3:00   | 26-02-2012 | Club Sport Life, Kiev, Ucrania                               | |
| G                               | 16–0   | Karen Tevosyan         | UD   | 12            | 18-12-2011 | Yunost Sport Palace, Zaporozhye, Ucrania                     | Gana el título vacante WBC Silver International del peso superligero                                       |
| G                               | 15–0   | Felix Lora             | UD   | 10            | 03-10-2011 | Sports Complex "Freestyle", Kiev, Ucrania                    | |
| G                               | 14–0   | Tarik Madni            | UD   | 10            | 11-06-2011 | Palace of Sports, Kiev, Ucrania                              | |
| G                               | 13–0   | Sam Rukundo            | MD   | 10            | 13-03-2011 | Sports Palace, Tbilisi, Georgia                              | |
| G                               | 12–0   | Jahongir Abdullaev     | TKO  | 4 (10)        | 19-11-2010 | Sports Complex "Freestyle", Kiev, Ucrania                    | |
| G                               | 11–0   | Jay Morris             | UD   | 10            | 28-08-2010 | Maidan Nezalezhnosti, Kiev, Ucrania                          | |
| G                               | 10–0   | Mamasoli Kimsanbaev    | UD   | 8             | 21-05-2010 | Sports Complex "Freestyle", Kiev, Ucrania                    | |
| G                               | 9–0    | Hujabek Mamatov        | RTD  | 2 (6), 3:00   | 13-03-2010 | Podmoskovye Hall, Podolsk, Rusia                             | |
| G                               | 8–0    | Laszlo Komjathi        | KO   | 7 (8), 1:56   | 06-02-2010 | Sports Complex "Freestyle", Kiev, Ucrania                    | |
| G                               | 7–0    | Vitaly Olkhovik        | KO   | 6 (8), 0:20   | 28-11-2009 | Elite Boxing Gym, Kiev, Ucrania                              | |
| G                               | 6–0    | Araik Sachbazjan       | UD   | 6             | 18-09-2009 | Gran Casino, Castellón de la Plana, España                   | |
| G                               | 5–0    | Dmytro Bohachuk        | RTD  | 4 (6), 3:00   | 15-08-2009 | Borschagovka Gym, Kiev, Ucrania                              | |
| G                               | 4–0    | Ruslan Pavlenko        | TKO  | 1 (6)         | 13-06-2009 | Kiev, Ucrania                                                | |
| G                               | 3–0    | Denys Tupilenko        | TKO  | 3 (4)         | 25-04-2009 | Borschagovka Gym, Kiev, Ucrania                              | |
| G                               | 2–0    | Sreten Miletic         | UD   | 4             | 29-03-2008 | Športska Dvorana Pecara, Široki Brijeg, Bosnia y Herzegovina | |
| G                               | 1–0    | Zsolt Vicze            | TKO  | 2 (4)         | 01-10-2007 | Brčko, Bosnia y Herzegovina                                  | Professional debut                                                                                         |